# Estidama
Estidama ist eine Gebäude-Designmethodik für den nachhaltigen Bau und Betrieb von Gebäuden und Gemeinden. Das Programm ist ein wichtiger Aspekt des „Plan Abu Dhabi 2030“, um die Stadt Abu Dhabi nach innovativen Umweltstandards zu bauen. „Eastidama“ ist das arabische Wort für Nachhaltigkeit. Das Programm ist nicht selbst ein Green Building Rating System wie LEED oder BREEAM, sondern eine Sammlung von Idealen, die in einer Bauordnung zu einer Art Vorgabe erhoben werden.
Innerhalb Estidama jedoch ist ein Green Building Rating System namens Pearl Rating System enthalten, das verwendet wird, um nachhaltige Praktiken im Bauwesen in Abu Dhabi zu evaluieren.